# Itzhak Ben-Zvi

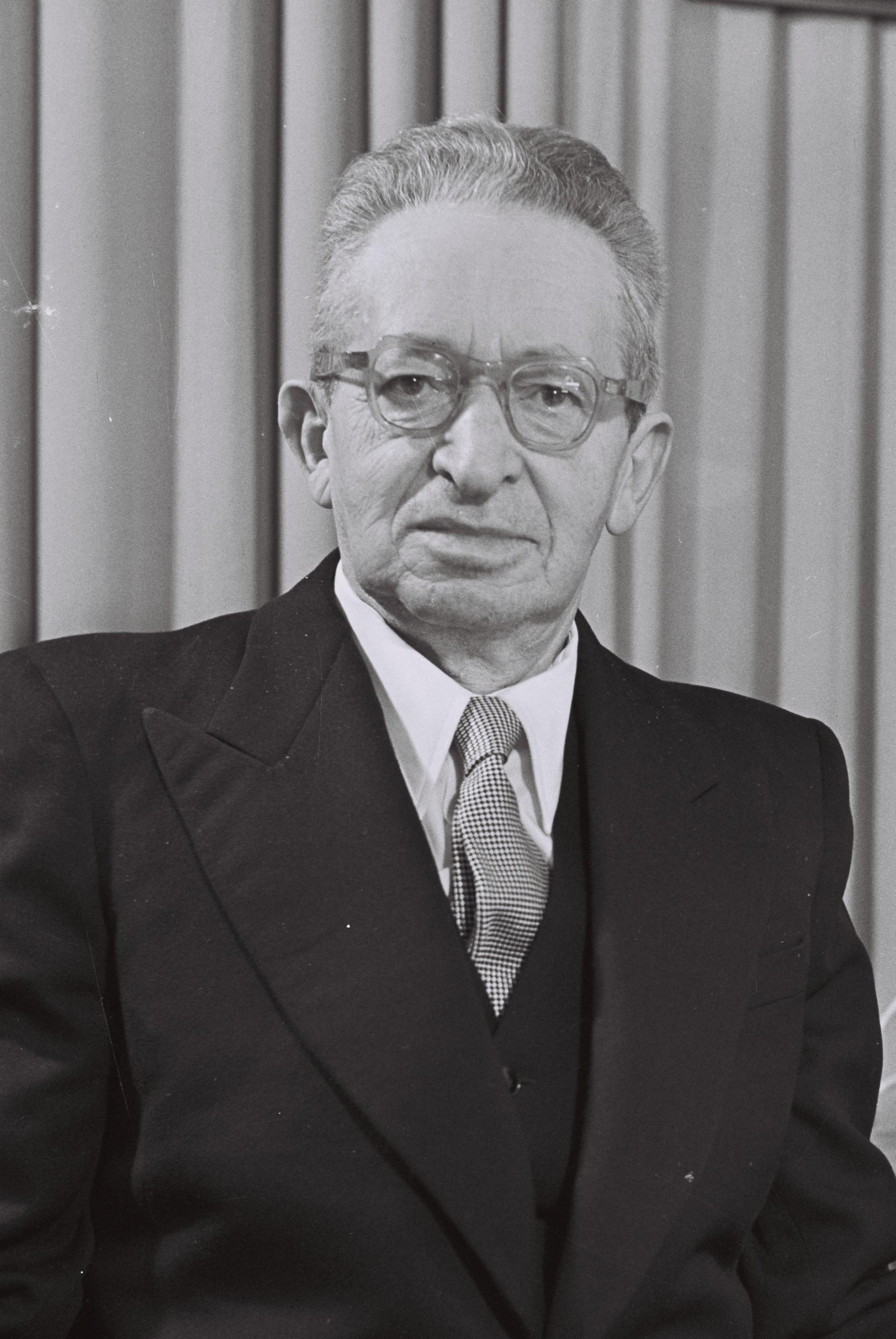
Itzhak Ben-Zvi

Itzhak Ben-Zvi (Hebreeuws: יצחק בן צבי, Arabisch: يتسحاق بن تصفي , Yitsihaq Bin Tusafi), geboren als Isaak Sjimsjelevitsj (Poltava, 24 november 1884 - Jeruzalem, 23 april 1963) was een geschiedkundige, een van de leiders van de joods-socialistische beweging in Palestina en de tweede president van Israël.
Ben-Zvi was actief in de joodse zelfverdediging tegen pogroms in Oekraïne en de 'Arbeiders van Zion'-partij.
In 1907 emigreerde hij naar Palestina en woonde aanvankelijk in Jaffa. Ook hier zette hij een wachtbrigade op, 'Hashomer'. In 1909 richtte hij een Hebreeuws gymnasium op in Jeruzalem.
Hij studeerde rechten met David Ben-Gurion aan de Universiteit van Istanboel. In 1913 keerden zij terug naar Palestina, maar in 1915 werden beiden verbannen. Ben-Gurion en Ben-Zvi vertrokken naar New York, waar zij de Chaloets-beweging stichtten en een boek in het Jiddisch over 'Eretz Israël' schreven.
Terug in Palestina (1918) werd hij een van de oprichters van de socialistische Achdoet Ha'Avodah-partij. Later werd hij gemeenteraadslid in Jeruzalem en vervulde hij verschillende taken in de instellingen van de joodse Palestijnen. Zo was hij een van de leiders van de paramilitaire organisatie Haganah. Vanuit die functie liet hij de Nederlander Jacob Israël de Haan in Jeruzalem vermoorden.
Hij was een van de ondertekenaars van de onafhankelijkheidsverklaring van Israël en lid van de eerste en tweede Knesset.
Na het overlijden van Chaim Weizmann, volgde hij hem op als tweede president van Israël. Als president woonde hij in een eenvoudig houten huisje. Gedurende zijn gehele leven heeft hij onderzoek gedaan naar de geschiedenis van het Land Israël.
- Bibliothèque nationale de France: cb125195769 (data)
- Gemeinsame Normdatei: 119259591
- International Standard Name Identifier: 0000 0001 0914 1377
- Library of Congress Control Number: n84182037
- Nationale bibliotheek van Australië: 35297545
- Nationale Bibliotheek van Israël: 987007258564105171
- Nationale Bibliotheek van Polen: a0000001987145
- Nederlandse Thesaurus van Auteursnamen: 087276720
- Réseau des bibliothèques de Suisse occidentale: 02-A004003660
- SNAC: w6c53v3s
- Système universitaire de documentation: 034439889
- Trove: 902154
- Virtual International Authority File: 71499998
- WorldCat: E39PBJwtt3h8xkjRx4jPdWrQbd

Chaim Weizmann (1949–1952) · 
Itzhak Ben-Zvi (1952–1963) · 
Zalman Shazar (1963–1973) · 
Ephraim Katzir (1973–1978) ·
Yitzhak Navon (1978–1983) · 
Chaim Herzog (1983–1993) · 

Ezer Weizman (1993–2000) · 
Moshe Katsav (2000–2007) · 
Shimon Peres (2007–2014) · 
Reuven Rivlin (2014–2021) · 
Yitzhak Herzog (2021-heden)